# Шача (приток Волги)
Шача — река в России, протекает по Ивановской и Костромской областях, правый приток Волги. Устье реки находится в 2507 км по правому берегу Горьковского водохранилища. Длина составляет 58 км, площадь водосборного бассейна — 631 км². Судоходна на отрезке протяжённостью 4 км — от села Сидоровское до устья. На реке — города Фурманов, Приволжск, Волгореченск.

## Притоки
(км от устья)
- 11 км: река Осья (лв)
- 14 км: река Таха (пр)
- 38 км: река Шухомка (пр)
- 51 км: река Язва (лв)
- Поварня (пр)

## Данные водного реестра
По данным государственного водного реестра России относится к Верхневолжскому бассейновому округу, водохозяйственный участок реки — Волга от города Кострома до Горьковского гидроузла (Горьковское водохранилище), без реки Унжа, речной подбассейн реки — Волга ниже Рыбинского водохранилища до впадения Оки. Речной бассейн реки — (Верхняя) Волга до Куйбышевского водохранилища (без бассейна Оки).